# Carl Moritz (Architekt)
Carl Moritz (* 27. April 1863 in Berlin; † 23. August 1944 in Berg (Starnberger See)) war ein deutscher Architekt, Baubeamter und Immobilien-Unternehmer.

## Leben

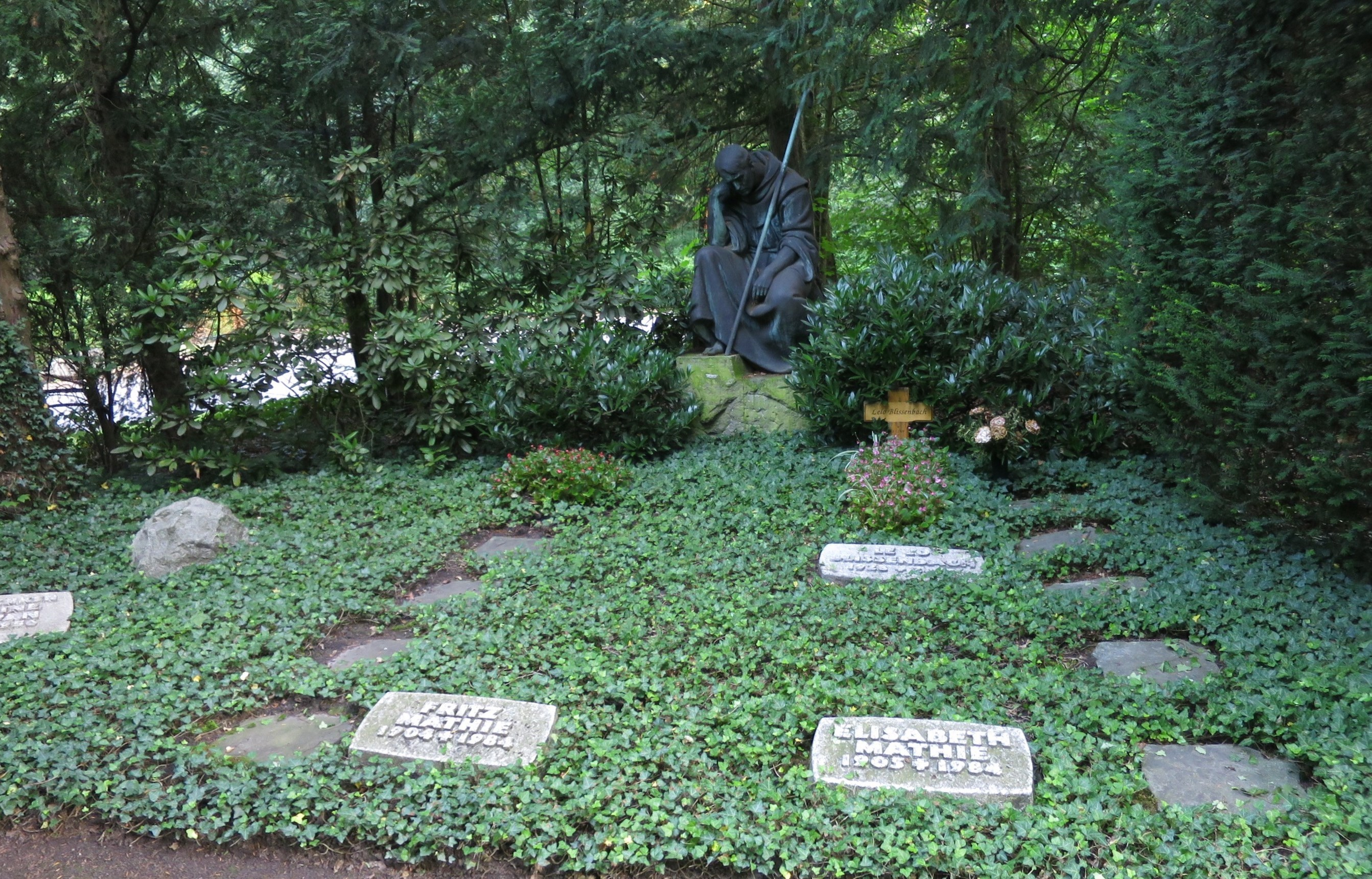
Grabstätte der Familie Mathie (ehemals: Carl Moritz) (2018)

Carl Moritz studierte Architektur an der Technischen Hochschule (Berlin-)Charlottenburg und legte nach einem Referendariat in der öffentlichen Bauverwaltung das 2. Staatsexamen ab. 1894 begann er seine Karriere als selbstständiger Architekt in Berlin, im selben Jahr führte ihn eine Studienreise nach Großbritannien, ein Jahr darauf nach Italien. Von 1896 bis 1898 war er als Stadtbauinspektor beim städtischen Hochbauamt in Köln tätig. Ab Herbst 1898 war er als freischaffender Architekt in Köln tätig. Er gründete in Köln bis in die 1930er Jahre insgesamt acht Architekturbüros bzw. Unternehmen, wobei er eng mit den Architekten Albert Betten und Werner Stahl zusammenarbeitete. 1934 setzte er sich zur Ruhe und ließ sich am Starnberger See nieder, dort starb er 1944.
Moritz wurde auf dem Kölner Südfriedhof (Flur 24) beigesetzt. Nach Ablauf der Ruhefrist übernahm die Familie Mathie die Grabstätte als Patenschaftsgrab. Die originale Grabinschrift ist nicht mehr vorhanden.

## Werk

Kölner Opernhaus, 1902

Einen großen Teil seines Schaffens machen Bankgebäude aus: In seiner Laufbahn entwarf Carl Moritz ca. 40, die meisten für den Barmer Bankverein, für den er als eine Art Hausarchitekt arbeitete. Weiterhin sind nicht weniger als ca. 50 Villen und ungefähr 15 Wohnsiedlungen von ihm bekannt. Außerdem plante Moritz ca. 20 katholische Sakralbauten und sieben Theater – beides Bauaufgaben, für die er als gefragter Spezialist gelten kann. 1908 scheiterten seine Pläne zur Erbauung eines „Sportpalasts“ nahe dem Rheinufer im linksrheinischen Köln mit Radrennbahn und Eisbahn, da sich nicht genügend Aktionäre fanden. Daneben war er sehr an der Ausbildung der nachkommenden Generationen interessiert. Er hielt während seiner Laufbahn viele Vorträge und schrieb mehrere Publikationen.

### Schriften
- Die Entwicklung des modernen Theaterbaues. (Vortrag auf der Wanderversammlung des Verbandes deutscher Architekten und Ingenieur-Vereine (VDAI) in Düsseldorf am 13. September 1904)
  - In: Deutsche Bauzeitung, 38. Jahrgang 1904, ...
  - In: Zentralblatt der Bauverwaltung, 24. Jahrgang 1904, Nr. 77, S. 477–479, und Nr. 78, S. 485–486.
- Neue Theaterkultur. Vom modernen Theaterbau. (= Flugblätter für künstlerische Kultur, Hefte 1–6.) Stuttgart 1906.
- Wohnhäuser und Villen von Carl Moritz, Architekt in Cöln. (= 2. Sonderheft der Zeitschrift Die Architektur des XX. Jahrhunderts.) Ernst Wasmuth, Berlin 1909.
- Kirchliche Bauten und Klöster, Erziehungsanstalten und Krankenhäuser. (= 7. Sonderheft der Zeitschrift Die Architektur des XX. Jahrhunderts.) Ernst Wasmuth, Berlin 1910.
- Banken und andere Verwaltungsgebäude. (= 9. Sonderheft der Zeitschrift Die Architektur des XX. Jahrhunderts.) Ernst Wasmuth, Berlin 1911.

### Theaterbauten
- 1900–1902: Stadttheater (später: Städtisches Opernhaus) in Köln, Habsburgerring (im Zweiten Weltkrieg zerstört, Ruine 1958 abgebrochen)
- 1904–1905: Stadttheater in Barmen, Neuer Weg (1939 umgebaut, im Zweiten Weltkrieg zerstört, 1954–1956 verändert wiederaufgebaut als Opernhaus Wuppertal)
- 1906–1907: Stadttheater in Kattowitz (Oberschlesien) / Katowice (Polen), heute: „Teatr Slaski“ (Schlesisches Theater)[3]
- 1905–1907: Stadttheater Düren, Hoeschplatz (am 16. November 1944 bei einem Bombenangriff zerstört)
- 1909–1910: „Residenztheater“ in Wiesbaden (im Zweiten Weltkrieg zerstört)
- 1911–1912: Varieté-Theater „Groß-Köln“ in Köln, Friesenstraße
- 1913–1916: Stadttheater in Stralsund, Olof-Palme-Platz (1968 im Inneren modernisiert)[4]
- 1914–1915: Umbau des Stadttheaters in Bochum, Königsallee (1938 im Inneren modernisiert, im Zweiten Weltkrieg zerstört)

### Theater-Entwürfe
- Wettbewerb 1901: Stadttheater in Bielefeld (1902–1904 ausgeführt nach Entwurf von Bernhard Sehring)
- Wettbewerb 1901: Stadttheater in Dortmund (1902–1904 ausgeführt nach Entwurf von Martin Dülfer)
- Wettbewerb 1906: Stadttheater in Lübeck (1907–1908 ausgeführt nach Entwurf von Martin Dülfer)
- Wettbewerb 1906: Stadttheater in Posen (heute: Poznań, Polen) (1909–1910 ausgeführt nach Entwurf von Max Littmann)
- Wettbewerb 1906: Stadttheater in Cottbus (1907–1908 ausgeführt nach Entwurf von Bernhard Sehring)
- Wettbewerb 1908: Königliches Hoftheater in Stuttgart (1909–1912 ausgeführt nach Entwurf von Max Littmann)
- Wettbewerb 1909: Stadttheater in Duisburg (1911–1912 ausgeführt nach Entwurf von Martin Dülfer)
- Wettbewerb 1909: Stadttheater in Bremerhaven (1910–1911 ausgeführt nach Entwurf von Oskar Kaufmann)
- Wettbewerb 1909: Stadttheater in Hagen (1910–1911 ausgeführt nach Entwurf von Ernst Vetterlein)
- Wettbewerb 1911: Großes Opernhaus in (Berlin-)Charlottenburg (nicht ausgeführt)
- Wettbewerb 1912: Neues Königliches Opernhaus Berlin (nicht ausgeführt)
- Wettbewerb 1913: Stadttheater in Krefeld (nicht ausgeführt)
- Wettbewerb 1913: Stadttheater in Bonn (nicht ausgeführt)
- Wettbewerb 1914: Stadttheater in Münster (Westfalen) (ausgeführt nach Entwurf von Max Littmann?)
- Wettbewerb 1919: Stadttheater in Gelsenkirchen (nicht ausgeführt)

### Sakralbauten (Auswahl)

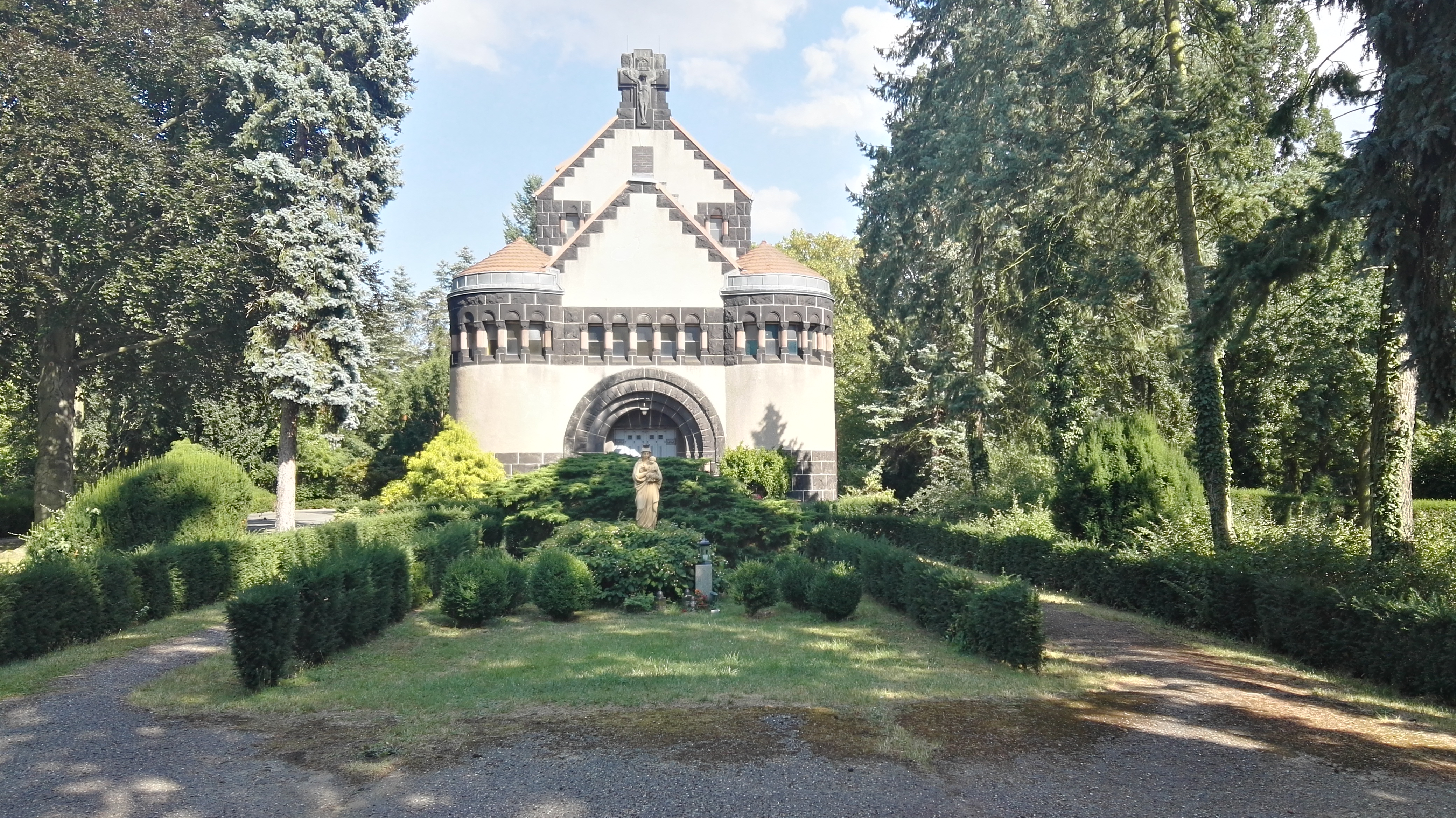
Kapelle des St.-Hedwig-Friedhof III in Berlin (mit rheinromantischen Anklängen an eine mittelalterliche Burg)

- 1896–1898: St.-Afra-Stift in Berlin-Gesundbrunnen, Graunstraße (unter Denkmalschutz)
- 1897: Feierhalle für den Friedhof Reinickendorf in Berlin-Reinickendorf (unter Denkmalschutz)
- 1898: Eben-Ezer-Kapelle für die katholisch-apostolische Gemeinde in Berlin-Charlottenburg, Bismarckstraße 40 (heute genutzt von der Friedenskirche Charlottenburg, Baptistengemeinde Berlin-Charlottenburg; unter Denkmalschutz)
- 1900–1902: katholische Pfarrkirche St. Mariae Rosenkranz in (Bochum-)Langendreer, Alte Bahnhofstraße (im Zweiten Weltkrieg bis auf den Turm zerstört)
- 1903: katholische Herz-Jesu-Kirche in Witten-Stockum (im März 1984 abgebrochen)
- 1904: Kloster „Zum Guten Hirten“ mit Klosterkirche in Münster-Mauritz (nicht erhalten)
- 1906–1908: katholische Allerheiligenkapelle auf dem St.-Hedwig-Friedhof III in Berlin-Reinickendorf (unter Denkmalschutz)
- 1906–1908: katholische Pfarrkirche St. Nikolaus in Essen-Stoppenberg, Gelsenkirchener Straße (unter Denkmalschutz)
- 1908–1910: katholische Pfarrkirche St. Joseph in Bielefeld, Kaiserstraße (heute: August-Bebel-Straße 7)
- 1910–1911: katholische Pfarrkirche St. Elisabeth in Essen-Frohnhausen, Spittlerstraße (nach Kriegsschäden stark verändert)
- 1910–1911: Erweiterung der katholischen Pfarrkirche St. Helena in Mutscheid
- 1912–1914: katholische Pfarrkirche St. Josef in Castrop-Rauxel-Habinghorst
- 1928–1930: katholische Pfarrkirche Christus König, genannt Erphokirche, in Münster, Erphokirchplatz (1972 im Inneren verändert)

### Sonstige Bauten und Entwürfe (unvollständig)

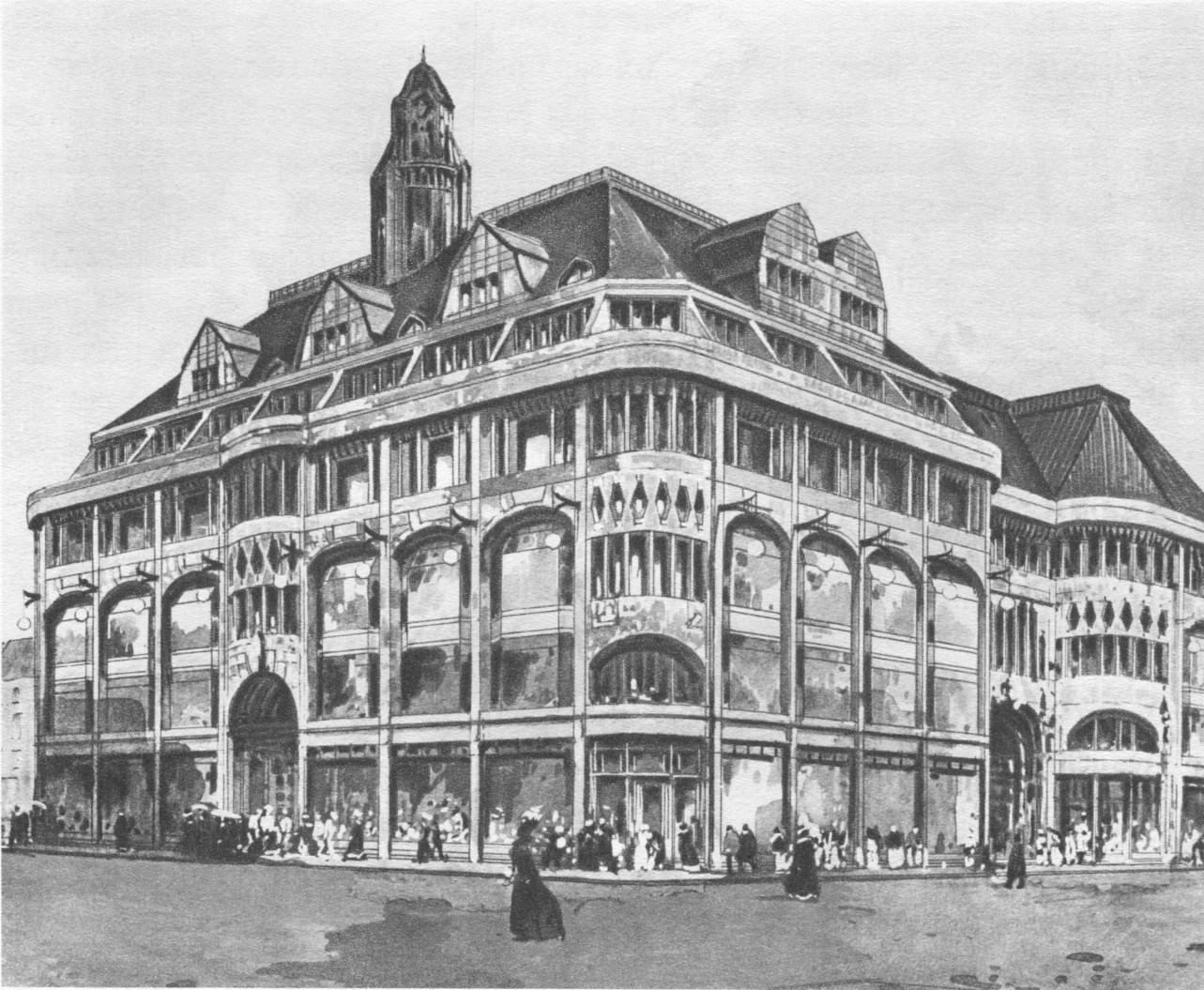
Stollwerck-Haus in Köln (Grafik 1906)

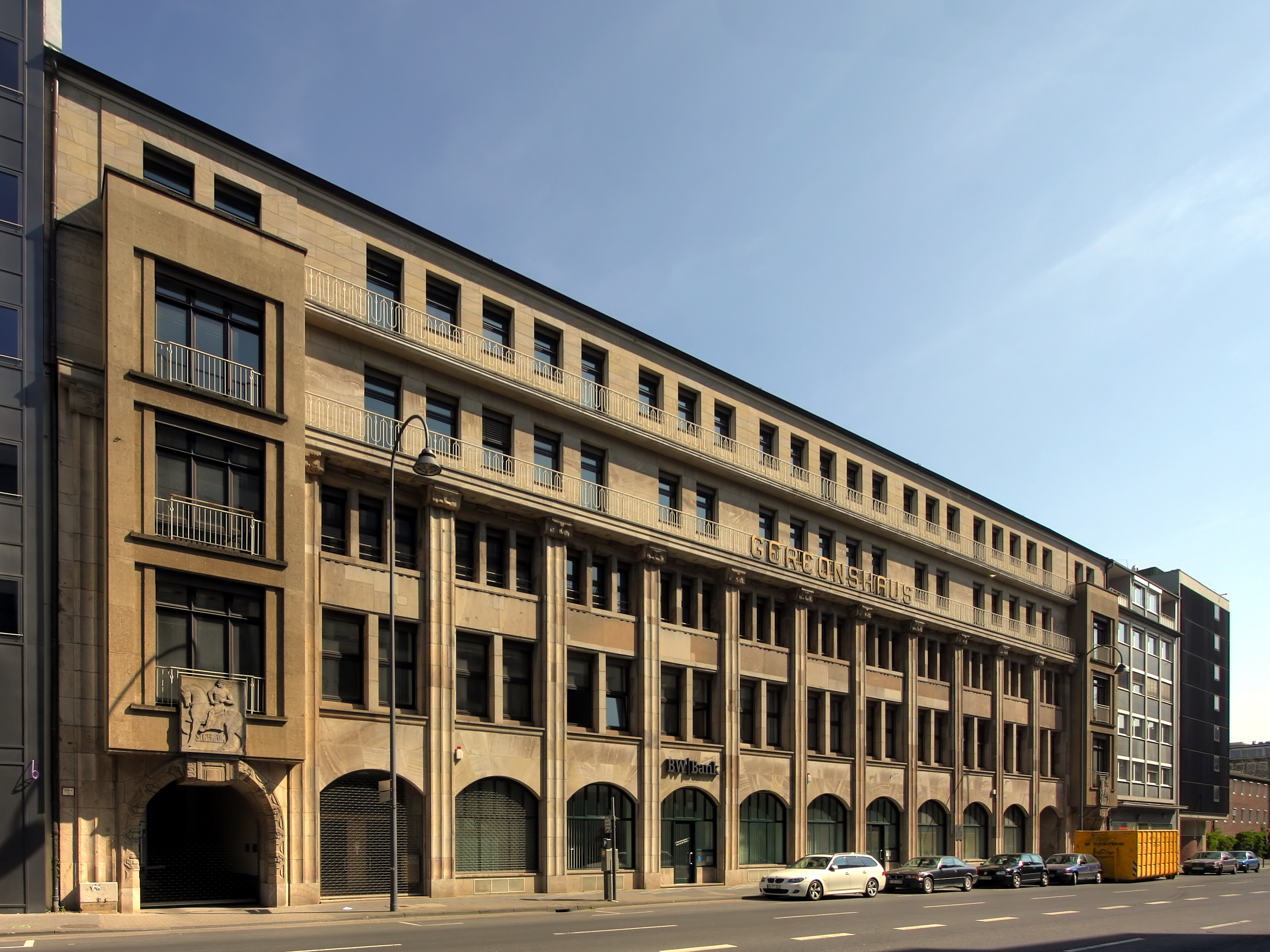
Gereonshaus in Köln

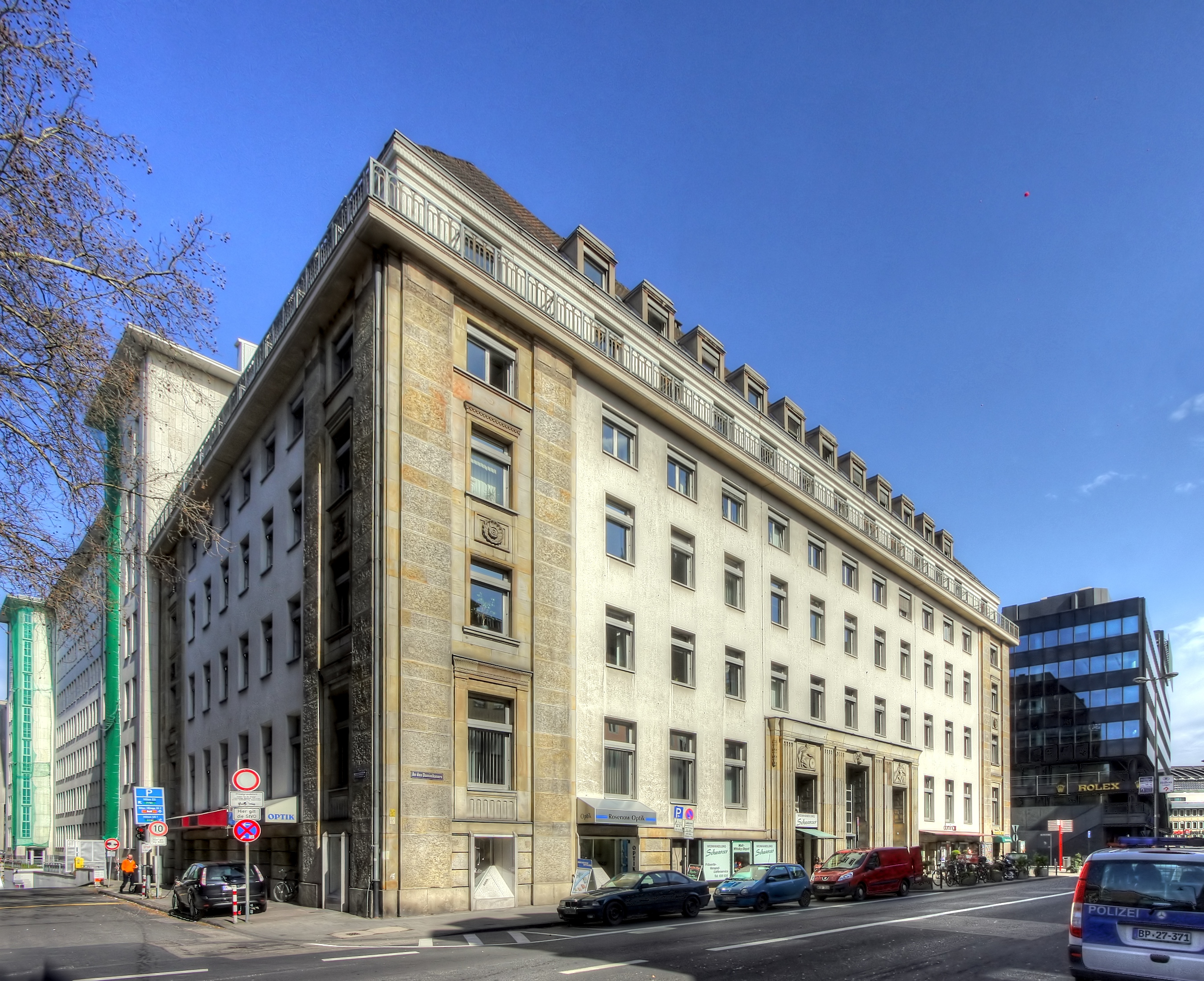
Bankgebäude der Darmstädter und Nationalbank (heute Sozialgericht) in Köln

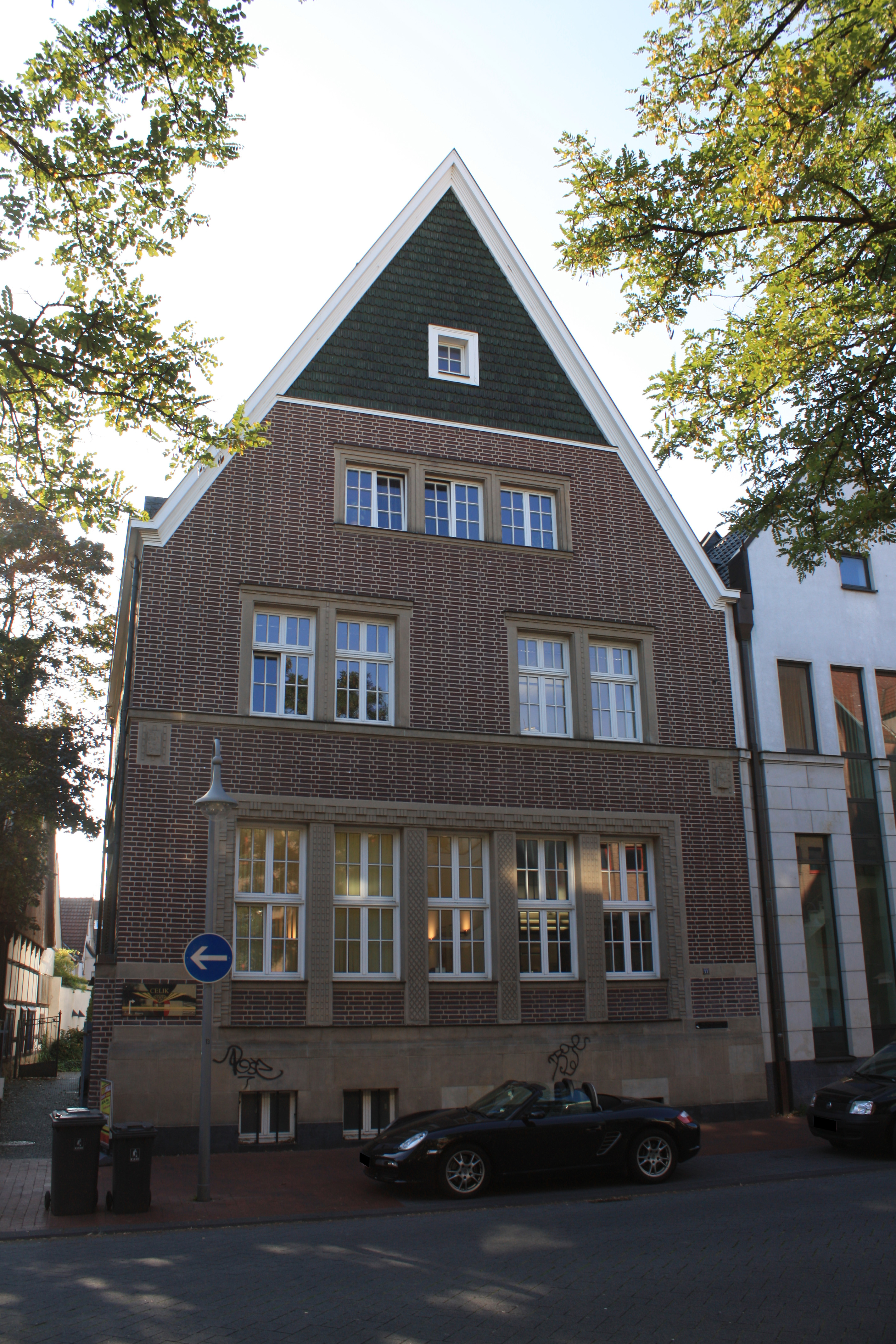
Bankgebäude Münsterstraße 11 in Gütersloh

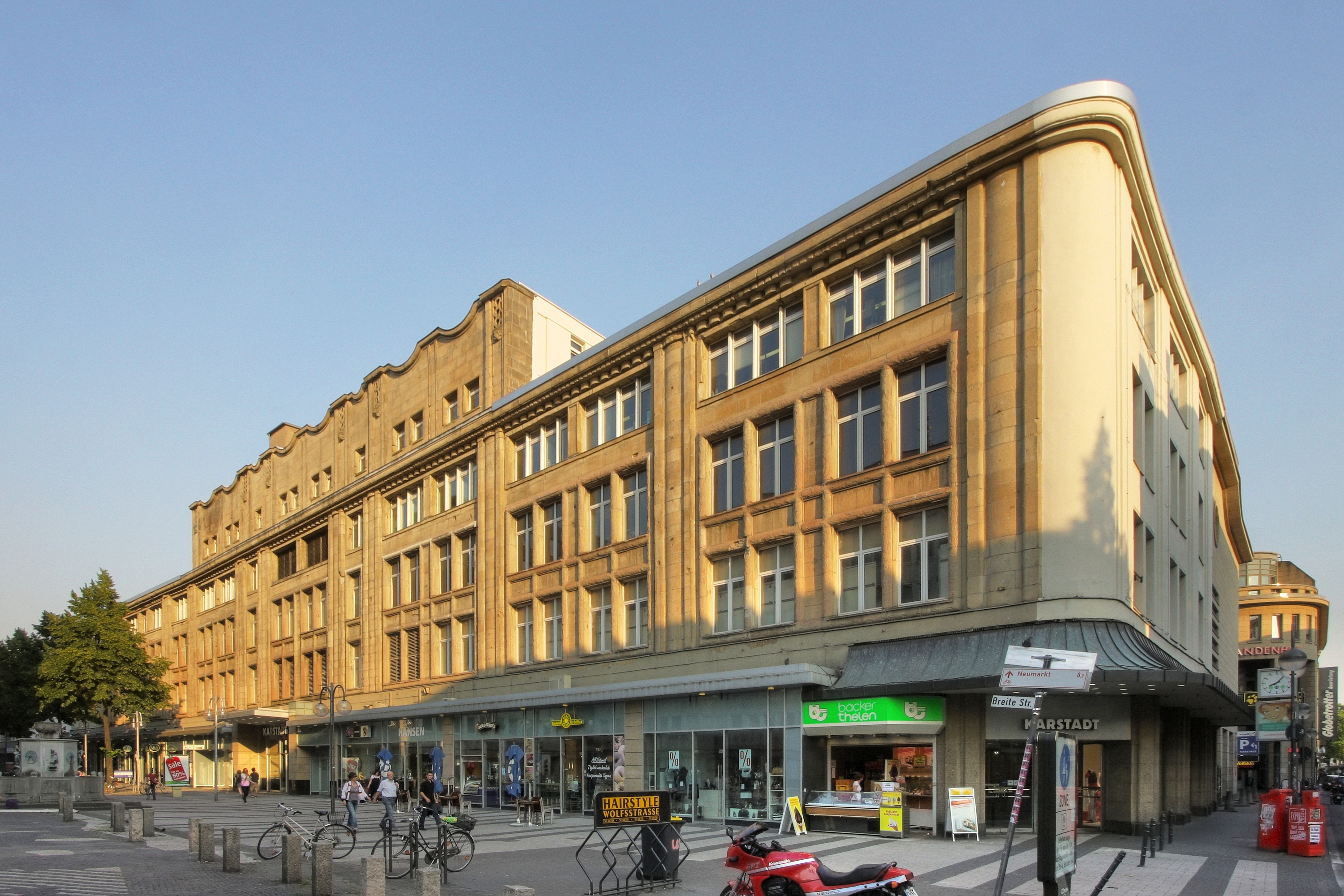
Kaufhaus Carl Peters (heute Karstadt) in Köln

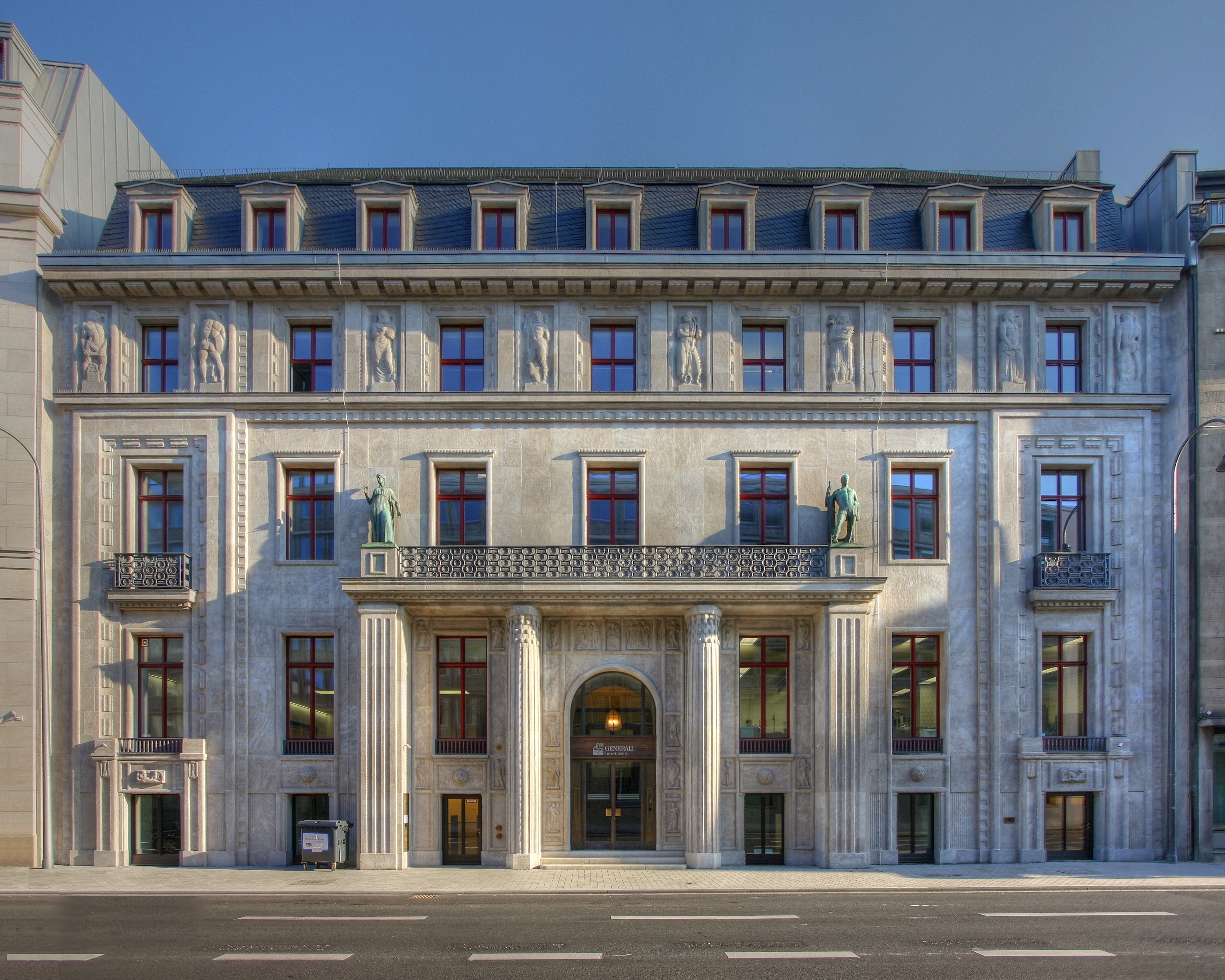
Gebäude Unter Sachsenhausen 21–27 in Köln (heute „Dominium“)

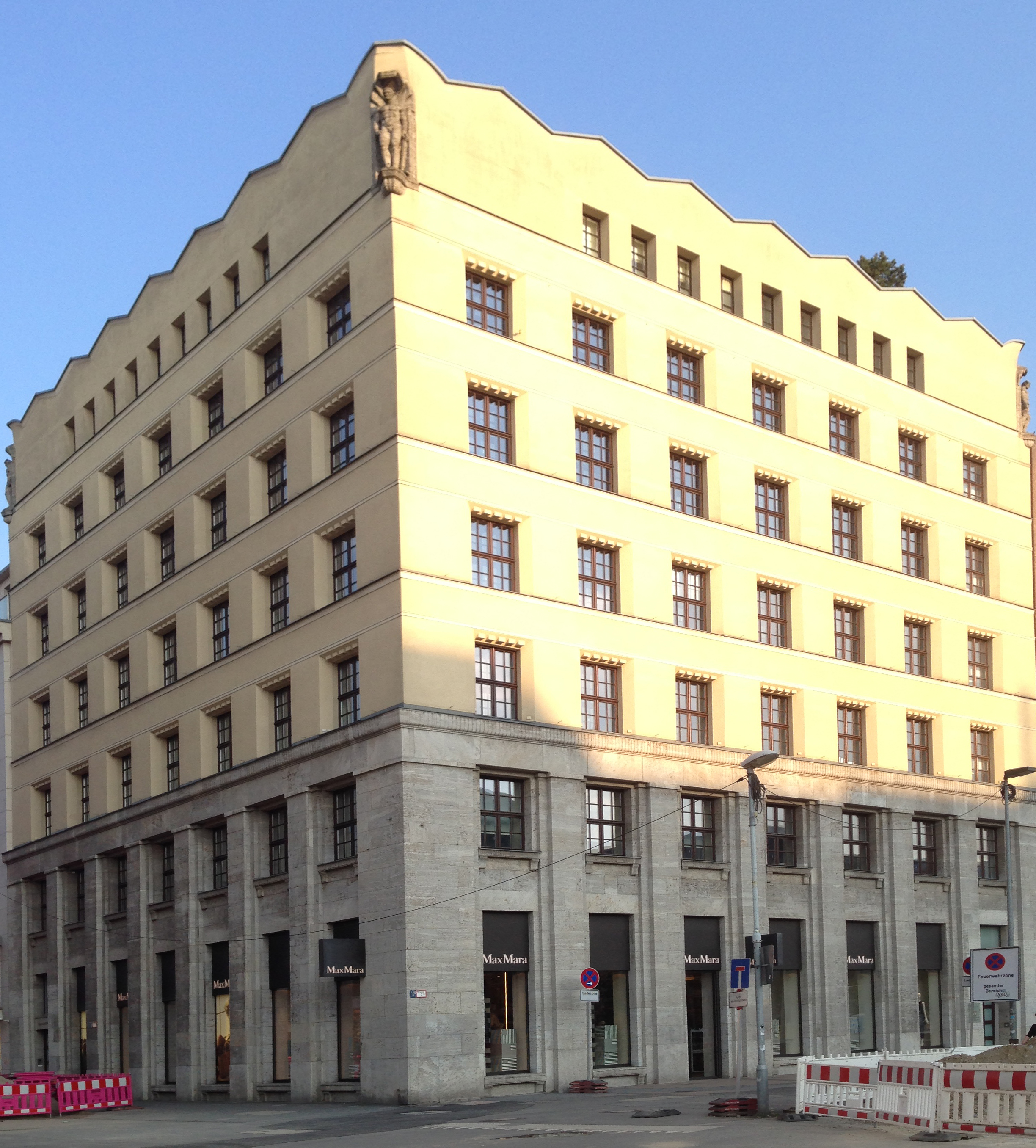
Bankgebäude Königsallee 4 in Düsseldorf

- 1895–1899: Volksschule Gravenreuthstraße (heute „Geschwister-Scholl-Schule“) in Köln-Ehrenfeld
- 1896–1897: Ausbau des Amtshauses Reinickendorf in (Berlin-)Reinickendorf
- 1898: Wohnhaus Zeughausstraße 13 in Köln[5]
- 1902: Villa Moritz Bonn[6]
- 1904–1905: Josephshaus des St. Hedwig-Krankenhauses in Berlin
- 1905–1907: Museum für die musikhistorische Sammlung von Wilhelm Heyer in Köln, Worringer Straße (heute Hotel Viktoria)
- 1906: Kaufhaus Hettlage in Köln, Schildergasse / Perlengässchen
- 1906: Bankgebäude für die Rheinisch-Westfälische Disconto-Gesellschaft AG in Düsseldorf, Breite Straße 10–12 (Fassade erhalten, unter Denkmalschutz)
- 1906–1907: eigenes Wohnhaus in Köln-Marienburg, Parkstraße (1937 abgebrochen)
- 1906–1907: Büro- und Geschäftshaus „Stollwerck-Haus“ in Köln, Hohe Straße / Am Hof (völlig verändert)
- 1906–1907: Wohnhaus Schütte in Düsseldorf, Lindemannstraße 34 (unter Denkmalschutz)
- 1907: Filiale des Barmer Bankvereins in Osnabrück
- 1907: Wohnhaus für den Bankier Wildeshaus, Düsseldorf-Pempelfort, Nettelbeckstraße 3
- 1907: Kreishaus in Siegburg (1973/1974 abgebrochen)
- 1907: Wohnhaus Ballauf in Düsseldorf, Lindemannstraße 20 (unter Denkmalschutz)
- 1907: Gebäude des Barmer Bankvereins in Iserlohn, Poth 2 (unter Denkmalschutz)
- 1907: Realgymnasium in Ahrweiler
- 1907: Villa für Dr. Hubert Junker (später Villa Heuell) in Olpe, Westfälische Straße 85 (unter Denkmalschutz)
- 1907–1909: „Volkshaus“ in Düsseldorf, Flinger Straße 11–17 und Wallstraße 10–12 (verändert)
- 1907–1909: Kreishaus des Landkreises Köln in Köln, St.-Apern-Straße 19–23 (verändert)[7]
- 1907–1909: Rathaus in Frechen (unter Denkmalschutz)
- 1908–1909: Gebäude des Barmer Bankvereins in Bielefeld, Jahnplatz (zerstört)
- 1908 oder 1909: Filiale für die Rheinisch-Westfälische Disconto-Gesellschaft AG in Gütersloh, Münsterstraße 11 (verändert, Fassaden unter Denkmalschutz)
- 1909: Erweiterungsbau für den Barmer Bankverein in Barmen, Fischertal 4
- 1909: Filiale des Barmer Bankvereins in Lippstadt
- 1909: Filiale des Barmer Bankvereins in Soest
- 1909–1910: Büro- und Geschäftshaus „Gereonshaus“ in Köln, Gereonstraße[8]
- 1910: Wettbewerbsentwurf für ein Bismarck-Nationaldenkmal auf der Elisenhöhe bei Bingerbrück (nicht prämiert)[9]
- 1910: Rathaus in (Köln-)Porz
- 1910: Bürogebäude der Gummiwarenfabrik Pahl in Düsseldorf-Rath, Am Gatherhof 41 (verändert)
- 1910: Großbäckerei, Kolonialwaren-Lager und Fuhrpark für den Allgemeinen Consumverein „Freies Rheinland“ in Düsseldorf, Ronsdorfer Straße (teilweise verändert erhalten, Bauteil Ronsdorfer Straße 77a unter Denkmalschutz)
- 1910–1911: Bankgebäude der Simon Hirschland Bank in Essen, Lindenallee 7/9 (nur Fassade erhalten und unter Denkmalschutz)
- 1910–1914: Warenhaus der Carl Peters GmbH in Köln, Zeppelinstraße / Breite Straße 103–135 (nach Kriegsschäden völlig verändert wiederaufgebaut; heute Karstadt)[10]
- 1911–1912: Rathaus in Menden (Sauerland), Hauptstraße 48 (unter Denkmalschutz)
- 1911–1912: Bankgebäude des Barmer Bankvereins, Breite Straße 25 in Düsseldorf (Fassade unter Denkmalschutz)
- 1911–1912: Hotel Fürstenhof in Köln, Marzellenstraße 2–8 / Trankgasse[11]
- 1911–1912: Büro- und Geschäftshaus mit Hotel „Handelshof“ in Essen, Am Handelshof (verändert, unter Denkmalschutz)
- 1911–1913: Büro- und Geschäftshaus „Getreidehaus“ in Düsseldorf, Bismarckstraße 44–46 (im Zweiten Weltkrieg zerstört)[12]
- 1913: Gebäude des Barmer Bankvereins in Köln, Unter Sachsenhausen 21–27 (heute „Dominium“ der Generali)[13]
- 1913–1914: „Westbau“ des Kurhotels in Bad Neuenahr
- 1913–1915: Deutzer Hängebrücke in Köln (1945 zerstört)
- 1914: Haupttor der Deutschen Werkbund-Ausstellung Köln 1914
- 1914–1916: Büro- und Geschäftshaus „Hansa-Haus“ in Krefeld am Hauptbahnhof (verändert, unter Denkmalschutz)
- vor 1915: Remise / Stallgebäude zu einem herrschaftlichen Wohnhaus in Düsseldorf, Hebbelstraße (zerstört)
- 1915: Schwanhildenbrunnen in Essen-Stoppenberg, vor der Kirche St. Nikolaus (unter Denkmalschutz)
- 1916: Mausoleum der Familie Stollwerck auf dem Melaten-Friedhof in Köln
- 1920: Filiale des Barmer Bankvereins in Bonn
- 1920–1921: Wohnungsbauten für die Besatzungstruppen in Köln-Riehl, Riehler Gürtel u. a.
- 1921: Umbau für den Barmer Bankverein in Gelsenkirchen
- 1922–1924: Erweiterungsbau des Barmer Bankvereins in Düsseldorf
- 1922–1924: Gebäude der Darmstädter und Nationalbank AG in Köln, An den Dominikanern 2 (heute: Sozialgericht Köln)[14]
- 1923: Gebäude des Barmer Bankvereins in Essen (zerstört)
- 1924–1925: Gebäude der Darmstädter und Nationalbank AG in Düsseldorf, Königsallee 2/4 (unter Denkmalschutz)
- 1926: Erweiterung des St.-Barbara-Hospitals in Gladbeck[15]
- 1926: Gebäude der Allgemeinen Ortskrankenkasse in Köln
- 1927–1928: Gebäude der Allgemeinen Ortskrankenkasse in Koblenz, Rizzastraße 9/11
- 1927–1928: Wohnungsbauten in Köln-Klettenberg, Heisterbachstraße
- 1927–1928: Verwaltungsgebäude der Köln-Bonner Eisenbahnen in Köln, Am Weidenbach / Friedrichstraße
- 1929–1930: Siedlung am „Krieler Dom“ in Köln-Sülz